# 白石町立有明南小学校
白石町立有明南小学校（しろいしちょうりつ ありあけみなみしょうがっこう）は佐賀県杵島郡白石町大字深浦にある公立小学校。

## 概要
歴史
1880年（明治13年）「公立中等深浦小学校」として創立。数回の改組・改称を経て、現校名になったのは2005年（平成17年）。2025年（令和7年）には創立145周年を迎える。
校訓
「強く、正しく、美しく」 - 1980年（昭和55年）に創立100周年を記念して制定。
校章
中央に校名の略称である「南小」の文字（縦書き）を配している。
校歌
1962年（昭和37年）制定。作詞は伊東正春、作曲は坂田勇による。歌詞は3番まであり、各番の歌詞中に校名の「有明南小学校」が登場する。
校区
杵島郡白石町のうち、「坂田（うち古賀今橋地区は白石町立有明西小学校への自由校区）・深浦」。中学校区は白石町立白石中学校。

## 沿革
- 1880年（明治13年） -「公立中等深浦小学校」が創立。牛間田（うしまだ）に分教場を設置の上、郁文分校と称する。
- 1886年（明治19年）4月 - 小学校令施行により、尋常科（4年制）を設置の上、「尋常深浦小学校」に改称。尋常錦浦小学校に十二ヶ村組合立高等東郷小学校が併設される。
- 1889年（明治22年）4月1日 - 町村制施行により、杵島郡2村（深浦、坂田）が合併し、竜王村[2]が発足。
- 1890年（明治23年）- 郁文分校を牛間田分校に改称。
- 1892年（明治25年）11月 - 「竜王尋常小学校」に改称。牛間田分校が分離の上、牛間田尋常小学校として独立。高等東郷小学校は白石高等小学校に改称。
- 1893年（明治26年）- 「十二ヶ村組合立福富高等小学校」（2年制）が福富尋常小学校に併置される。高等科3・4年生に関しては白石高等小学校へ委託。
- 1895年（明治28年）4月 - 坂田地区の児童が環里尋常小学校から転入。
- 1897年（明治30年）1月 - 牛間田尋常小学校を統合の上、牛間田分校とする。
- 1899年（明治32年）- 四ヶ村（竜王・錦江・南有明・北有明）組合立錦浦高等小学校が南有明村に開校。
- 1900年（明治33年）9月 - 錦浦高等小学校の廃止により、高等科を併置の上、「竜王尋常高等小学校」に改称。
- 1908年（明治41年）4月 - 改正小学校令により、尋常科（義務教育）が6年制、高等科が2～3年制に変更となる。
- 1909年（明治42年）4月 - 深浦に校舎1棟を新築し、室島の旧校舎を分教室とする。
- 1913年（大正2年）3月 - 校舎2棟が完成し、室島の分教室を廃止。牛間田分校の校舎を新築。
- 1920年（大正9年）10月 -  農業補習学校が併置される。
- 1923年（大正12年）- 農業補習学校に女子部が設置される。
- 1926年（大正15年）- 併置の農業補習学校が青年訓練所充当となる。
- 1928年（昭和3年）10月 - 講堂等が完成。
- 1935年（昭和10年）- 併置の農業補習学校が青年学校となる。
- 1941年（昭和16年）4月1日 - 国民学校令施行により、「竜王村国民学校」に改称。尋常科を初等科に改める。
- 1947年（昭和22年）4月1日 - 学制改革が行われる。
  - 竜王村国民学校の初等科は、新制小学校「竜王村立竜王小学校」に改組・改称。
  - 竜王村国民学校の高等科は青年学校の普通科とともに、新制中学校「竜王村立竜王中学校」に改組され、小学校に併置される。
- 1953年（昭和28年）9月 - 教室を図書館に改築。
- 1955年（昭和30年）
  - 4月1日 - 2村（竜王・錦江）合併により、「有明村立竜王小学校」に改称。
  - 9月30日 - 南有明村が有明村に編入されたことにより、「有明村立有明南小学校」に改称[3]。
- 1960年（昭和35年）8月 - プールが完成。
- 1962年（昭和37年）
  - 3月 - 校旗・校歌を制定。
  - 4月1日 - 有明村立中学校3校（有明東・有明南・有明西）が統合の上、「有明村立有明中学校」が開校。統合校舎完成までの間、旧・有明南中の校舎は「南校舎」として存続。
  - 10月1日 - 町制施行により「有明町立有明南小学校」に改称。
- 1963年（昭和38年）3月 - 牛間田分校で図書室が完成。
- 1964年（昭和39年）
  - 2月 - 給食を開始。
  - 9月 - 有明中学校の統合校舎が完成したため、南校舎は廃止の上、小学校に移管される。
- 1965年（昭和40年）4月 - 南校舎をわかば保育園に転用。
- 1973年（昭和48年）2月 - 2階建て西校舎2棟（12教室）が完成。
- 1974年（昭和49年）2月 - 運動場を整備。
- 1977年（昭和52年）- 体育館が完成。
- 1980年（昭和55年）
  - 6月 - 創立100周年記念式典を挙行。
  - 10月 - 小プールが完成。
  - 12月 - 校訓を制定。
- 1992年（平成4年）3月 - 鉄筋コンクリート造3階建て（一部4階建て）の新校舎が完成。
- 1997年（平成9年）3月 - 新プールが完成。
- 1998年（平成10年）4月 - 特殊学級を新設。
- 2000年（平成12年）9月 - 牛間田地区急傾斜地崩壊対策工事のため、牛間田分校の児童を本校に収容（翌2001年（平成13年）3月まで）。
- 2001年（平成13年）11月 - 学童保育を開始。

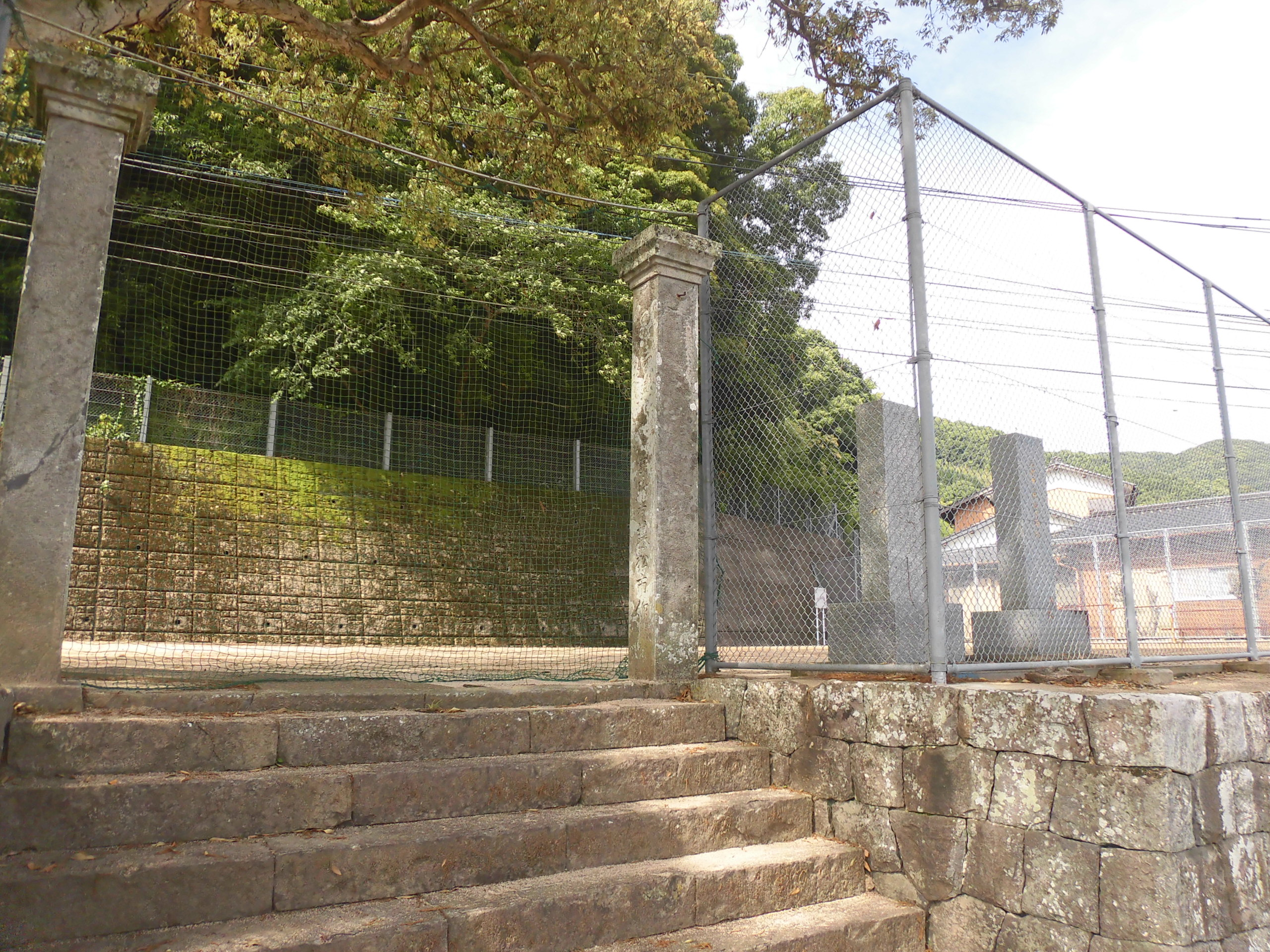
牛間田分校跡

- 2003年（平成15年）3月31日 - 牛間田分校が閉校。
  - 最終所在地（牛間田分校）- 佐賀県杵島郡白石町深浦3311番地（北緯33度07分59.6秒 東経130度04分26.8秒 / 北緯33.133222度 東経130.074111度）
- 2005年（平成17年）1月1日 - 3町合併により、「白石町立有明南小学校」（現校名）に改称。
- 2007年（平成19年）8月 - AEDを設置。
- 2009年（平成21年）8月 - 旧校舎を解体。
- 2024年（令和6年）3月 - 白石町立有明中学校の閉校により、中学校区が白石町立白石中学校となる。
- 2026年（令和8年）4月 - 有明地区小学校3校（有明東・有明南・有明西）が統合の上、「白石町立有明小学校」が旧・有明中の校舎・校地に新設される（予定）[4][5][6]。

## 交通
最寄りの鉄道駅
- JR九州 長崎本線 「肥前竜王駅」

最寄りのバス停留所
- 祐徳バス 佐賀線 「深浦」・「竜王崎」停留所

最寄りの幹線道路
- 国道444号 「深浦」・「白石町竜王崎」交差点

## 周辺
- 佐賀県史跡 龍王崎古墳群
- 竜王公民館
- 天満宮（深浦）

## 参考資料
- 「有明町史」（1969年（昭和44年）9月15日, 有明町）p.216～p.225
- 「白石町立小学校再編計画 (PDF) 」（2023年（令和5年）6月） - 白石町ウェブサイト

## 関連事項
- 佐賀県小学校一覧